# Lithophane alaina
Lithophane alaina là một loài bướm đêm trong họ Noctuidae.